# Fridel Riggelsen
Fridel Riggelsen (* 11. August 1950) ist eine ehemalige dänische Fußballspielerin. 

## Karriere

### Vereine
Riggelsen begann für den in Toftlund in der Kommune Nørre-Rangstrup (seit 1. Januar 2007 Tønder) in der Region Syddanmark ansässigen örtlichen Sportsklub mit dem Fußballspielen und beendete es in der Zeit von 1987 bis 1992, nachdem sie nach ihrem Leistungssport dorthin zurückgekehrt war.
Von 1973 bis 1980 spielte sie für den in Ribe in der Kommune Esbjerg ansässigen Ribe Boldklub in der – unter den Namen Elite Division – seinerzeit höchsten Spielklasse im dänischen Frauenfußball. Nach 567 Punktspielen entschied sie sich im Januar 1981 für die in Odense auf der Insel Fünen in der Region Syddanmark ansässige Frauenfußballabteilung des Ligakonkurrenten Boldklubben 1909.

### Nationalmannschaft
Riggelsen bestritt als Nationalspielerin für die DBU in acht Jahren 33 Länderspiele. In den ersten sechs Jahren bestritt sie 14 Turnierspiele bei ihren sechs Teilnahmen am Turnier um die Nordische Meisterschaft und sechs Freundschaftsspiele (4 S, 2 U) sowie alle vier Spiele bei der Teilnahme ihrer Mannschaft an der vom 18. bis 28. Juli 1979 in Italien ausgetragenen inoffiziellen Europameisterschaft. Die Begegnungen mit den Nationalmannschaften Frankreichs, Schottlands, Schwedens und Italiens wurden mit 3:1, 2:0, 1:0, 2:0 allesamt gewonnen und somit auch das Turnier. In den beiden Spieljahren 1980 und 1981 kam sie erneut in jeweils allen drei Spielen im Turnier um die Nordische Meisterschaft, in einem Freundschaftsspiel (4:1 vs. Frankreich am 18. Oktober 1980 in Køge) und in zwei Spielen bei der Teilnahme ihrer Mannschaft an einem Turnier in Japan gegen die Nationalmannschaften Italiens in Kōbe und Englands in Tokio zum Einsatz.
Ihr Debüt hatte sie am 27. Juli 1974 in Markusböle mit dem ersten Spiel im Turnier um die Nordische Meisterschaft, dass mit 1:0 gegen die Nationalmannschaft Schwedens gewonnen wurde. Ihr einziges Länderspieltor erzielte sie am 7. Juli 1978 in Kolding im ersten Spiel des Turniers um die Nordische Meisterschaft beim 4:0-Sieg über die Nationalmannschaft Finnlands mit dem Treffer zum 3:0 in der 20. Minute per Strafstoß.

## Erfolge
Nationalmannschaft
- Nordischer Meister 1974, 1975, 1976
- Finalist Nordische Meisterschaft 1977, 1978, 1979, 1980
- Turniersieger Inoffizielle Europameisterschaft 1979

Ribe BK
- Dänischer Meister 1973, 1974, 1976, 1978, 1979